# Make Love to the Judges with Your Eyes
Albums de Pony Up!
Pony Up! (EP)
(2005) Stay Gold
(2009)
Singles
1. The Truth About Cats and Dogs (Is That They Die)
Sortie : 2006

Make Love to the Judges with Your Eyes est le premier album du groupe d'indie pop féminin canadien Pony Up!, sorti en mai 2006 sur le label Dim Mak Records.

## Liste des titres
| 1.    | Dance for Me                                     | 4:32 |
| 2.    | The Truth About Cats and Dogs (Is That They Die) | 3:51 |
| 3.    | Possible Harm                                    | 4:57 |
| 4.    | The Best Offence                                 | 4:29 |
| 5.    | Only Feelgood                                    | 4:44 |
| 6.    | What's Free Is Yours                             | 3:37 |
| 7.    | Ships                                            | 3:40 |
| 8.    | The First Waltz                                  | 4:43 |
| 9.    | Pastime Endeavour                                | 4:07 |
| 10.   | Make, Model, #                                   | 3:23 |
| 11.   | Lines Bleed                                      | 5:14 |
| 47:17 |                                                  |      |